# Emotionally focused therapy
Emotionally focused therapy (EFT) is een model voor relatietherapie dat gebaseerd is op de hechtingstheorie van John Bowlby.

## Beschrijving
EFT is een empirisch getoetste, integratieve en geprotocolleerde behandelvorm voor partner- en gezinsrelatieproblemen. De theorie stelt de emoties van partners centraal binnen de relatie en streeft ernaar om een betere emotie-interactie tot stand tussen beide partners. De theorie is ontwikkeld door klinisch psychologe Sue Johnson en is opgebouwd rond drie perspectieven, met name de hechtingstheorie, het experientiële (interpsychische) en het systemische (interpersoonlijke) perspectief.